# Segelfluggelände Boberg

i7
i11
i13
Das Segelfluggelände Boberg ist ein Segelfluggelände in der Boberger Niederung im Osten Hamburgs und beheimatet den Hamburger Verein für Luftfahrt und den Hamburger Aero Club Boberg. Der Segelflugplatz befindet sich etwa 10 km östlich des Hamburger Stadtzentrums im Naturschutzgebiet unterhalb des Geesthangs, unweit vom Boberger See.

## Geschichte

### Hamburger Verein für Luftfahrt
Der Verein wurde 1908 als "Hamburger Verein für Luftschifffahrt" gegründet, später in "Hamburger Verein für Luftfahrt" (HVL) umbenannt. Bis etwa 1965 gab es die Sparten Motorflug, Segelflug, Modellflug und Ballonfahrt, heute betreibt der Verein vorwiegend Segelflug in verschiedenen Varianten. Der HVL ist anerkannter Ausbilder für Segelflug, Tourenmotorsegler und ultraleichte Segelflugzeuge. Der HVL hat über 120 Mitglieder und 13 clubeigene Flugzeuge.

### Hamburger Aero Club Boberg
Der Hamburger Aero Club Boberg wurde 1953 in Boberg gegründet und ist mit etwa 300 Mitgliedern, 15 clubeigenen (12 Segelflugzeuge, 2 Motorsegler und ein Schleppflugzeug) sowie 28 privaten Segelflugzeugen ebenso wie der HVL einer der größten Segelflugvereine Deutschlands.

## Platzdaten
Das Segelfluggelände ist mit einer 1200 m langen und 50 m breiten Start- und Landebahn aus Gras (Richtung 12/30) ausgestattet. Es besitzt eine Betriebszulassung für Segelflugzeuge, Motorsegler und Luftfahrzeuge, die bestimmungsgemäß zum Schleppen von Segelflugzeugen oder Motorseglern dienen. Für Starts und Landungen nicht ortsansässiger motorisierter Luftfahrzeuge ist vorab die ausdrückliche Zustimmung des Platzhalters und eine Außenstart- und -landegenehmigung der Luftfahrtbehörde Hamburg einzuholen. Der Start von Segelflugzeugen erfolgt per Windenstart oder Flugzeugschlepp.
2003 ereignete sich auf dem Gelände ein tödlicher Flugunfall. Zwei weitere Unfälle in 2011 und 2016 gingen glimpflicher ab. Hierbei blieb es bei hohem Sachschaden und einem Beinbruch.
Am 19. September 2019 kam ein Segelflugpilot nach einem Absturz aus bisher ungeklärten Umständen ums Leben.